# Анталь Меліш
Анталь Меліш (угор. Antal Melis, 12 травня 1946) — угорський академічний веслувальник.
Срібний призер Олімпійських Ігор 1968 року в складі розпашної четвірки без стернового, учасник 1972 року.
Срібний призер Чемпіонату Європи 1969 року в складі розпашної четвірки без стернового.